# New Orleans Pelicans 2014-2015
La stagione 2014-15 dei New Orleans Pelicans fu la 13ª nella NBA per la franchigia.
I New Orleans Pelicans arrivarono quinti nella Southwest Division della Western Conference con un record di 45-37. Nei play-off persero al primo turno con i Golden State Warriors (4-0).

## Roster
| N° | Naz.                   | Ruolo | Sportivo         | Anno | Alt. | Peso |
| -- | ---------------------- | ----- | ---------------- | ---- | ---- | ---- |
| 0  | Stati Uniti (bandiera) | A     | Dante Cunningham | 1987 | 203  | 104  |
| 1  | Stati Uniti (bandiera) | A     | Tyreke Evans     | 1989 | 198  | 100  |
| 2  | Stati Uniti (bandiera) | A     | Darius Miller    | 1990 | 203  | 107  |
| 2  | Stati Uniti (bandiera) | G     | Elliot Williams  | 1989 | 196  | 82   |
| 3  | Turchia (bandiera)     | C     | Ömer Aşık        | 1986 | 213  | 116  |
| 4  | Stati Uniti (bandiera) | G     | Nate Wolters     | 1991 | 193  | 86   |
| 5  | Stati Uniti (bandiera) | C     | Jeff Withey      | 1990 | 213  | 107  |
| 8  | Stati Uniti (bandiera) | A     | Luke Babbitt     | 1989 | 206  | 102  |
| 9  | Stati Uniti (bandiera) | G     | Russ Smith       | 1991 | 183  | 75   |
| 10 | Stati Uniti (bandiera) | G     | Eric Gordon      | 1988 | 191  | 101  |
| 11 | Stati Uniti (bandiera) | G     | Jrue Holiday     | 1990 | 191  | 82   |
| 15 | Stati Uniti (bandiera) | GA    | John Salmons     | 1979 | 201  | 95   |
| 16 | Stati Uniti (bandiera) | G     | Toney Douglas    | 1986 | 188  | 86   |
| 20 | Stati Uniti (bandiera) | A     | Quincy Pondexter | 1988 | 198  | 102  |
| 23 | Stati Uniti (bandiera) | A     | Anthony Davis    | 1993 | 208  | 100  |
| 24 | Israele (bandiera)     | G     | Gal Mekel        | 1988 | 191  | 87   |
| 25 | Stati Uniti (bandiera) | G     | Austin Rivers    | 1992 | 193  | 91   |
| 30 | Stati Uniti (bandiera) | G     | Norris Cole      | 1988 | 188  | 77   |
| 32 | Stati Uniti (bandiera) | G     | Jimmer Fredette  | 1989 | 188  | 88   |
| 33 | Stati Uniti (bandiera) | A     | Ryan Anderson    | 1988 | 208  | 109  |
| 42 | Francia (bandiera)     | C     | Alexis Ajinça    | 1988 | 213  | 100  |

## Staff tecnico
- Allenatore: Monty Williams
- Vice-allenatori: Randy Ayers, Bryan Gates, Dave Hanners, Fred Vinson
- Vice-allenatore per lo sviluppo dei giocatori: Michael Ruffin
- Preparatore atletico: Duane Brooks